# Ostsiedlung

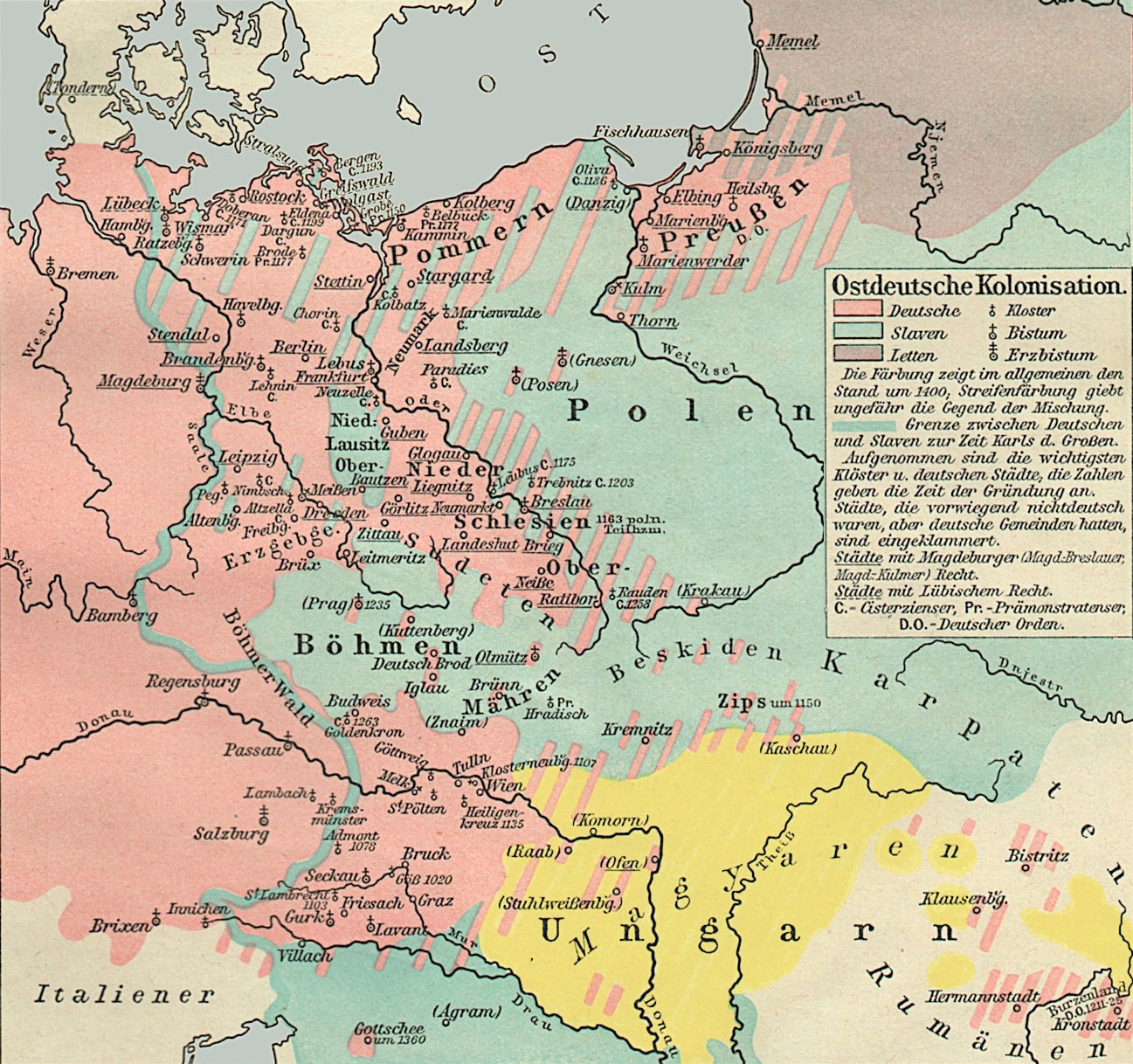
Evolució de l'àrea lingüística alemanya des de l'any 900 fins al 1400

Ostsiedlung és el terme alemany per a designar la colonització alemanya a l'Europa Central i Oriental que va començar al segle xii i va concloure al segle xv, encara que amb eventuals episodis els segles xvi i xvii. Aquesta colonització fou majoritàriament revertida a la fi de la Segona Guerra Mundial.

## Europa Central a l'alta edat mitjana
Durant els segles IV i V, en el que es coneix com el Període de les Migracions, els pobles germànics van prendre el control de l’Imperi Romà d'Occident en decadència al sud i hi van establir nous regnes. Mentrestant, les zones anteriorment germàniques de l'Europa de l'Est i l'actual Alemanya Oriental van ser poblades per eslaus.

### Sota el domini carolingi

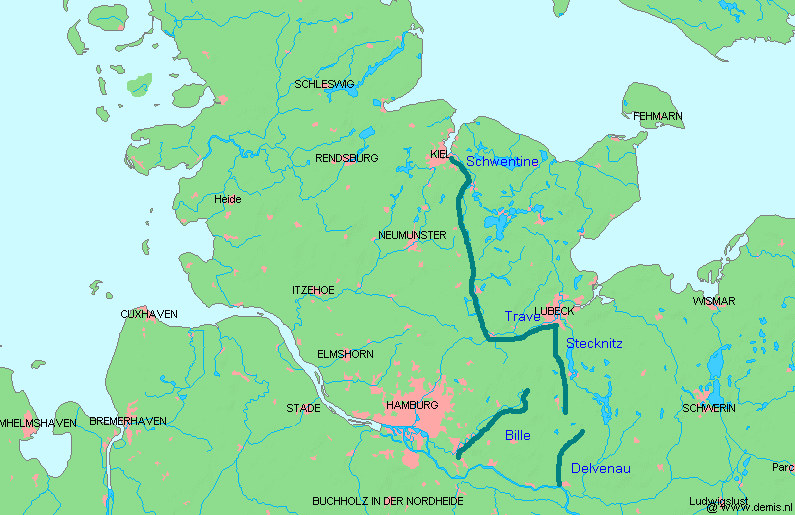
El Limes Saxoniae frontera entre els saxons i els obotrites eslaus, establerta cap al 810

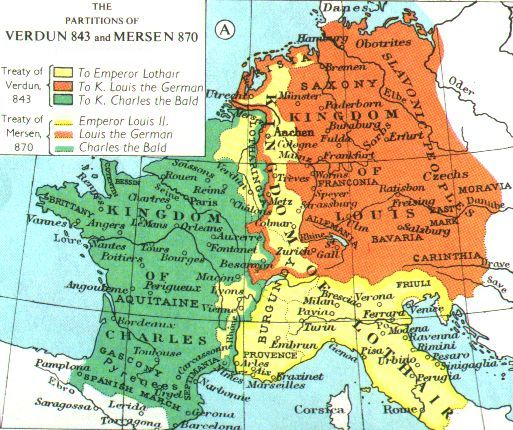
La divisió de l’Imperi Carolingi, Tractat de Verdun, 843

Carlemany, governant de l’Imperi Carolingi de França, fundat pels francs (un poble germànic), sota els quals la major part de l'Europa continental occidental i central havia estat unificada durant els segles VIII i IX, va crear nombrosos territoris fronterers, anomenats marques (alemany: Marken.), on una part substancial de l’Ostsiedlung tindria lloc més tard. Els territoris (de nord a sud):
- la Marca Danesa (al sud de les fortificacions de Danevirke, entre l’Eider i l'Schlei), contra els danesos i els juts[4]
- la Marca Oriental de Saxònia o Marca de Nordalbingen entre l'Eider i l'Elba en el que ara és Holstein contra els obotrites
- la Marca Soraba sobre el Saale, contra els sòrabs que vivien darrere del limes sorabicus
- la marxa francònica en el que ara és l'Alta Francònia, contra els txecs
- la Marca Àvara entre l’Enns i els Boscos de Viena (la posterior Marxa Austríaca), contra els àvars[5]
- la Marca de Panònia a l'est de Viena (dividida en Superior i Inferior)
- la marca Carantània
- la marca friülana

Aquesta va ser la política oriental més antiga registrada i planificada sota Carlemany, que volia protegir la frontera oriental de l'Imperi Franc, i també volia consolidar la seva posició a l'est declarant la guerra als obotrites i als velets al nord, així com als sòrabs (a l'est de Turíngia) i als prínceps tribals txecs. Tanmateix, com que l'objectiu no era establir una frontera ètnica i lingüística entre els eslaus i les tribus germàniques, l'assentament eslau va continuar a Turíngia i al nord de Baviera, i fins i tot uns quants eslaus van arribar a la conca del Rin.
Les tribus que poblaven aquestes marques eren generalment aliats poc fiables de l'Imperi, i els reis successors van liderar nombroses campanyes militars, tot i que no sempre reeixides, per mantenir la seva autoritat.
El 843, l’Imperi Carolingi va ser dividit en tres regnes independents com a resultat de la dissidència entre els tres néts de Carlemany sobre la continuació del costum de l'herència partible o la introducció de la primogenitura.

### França Oriental i Sacre Imperi Romanogermànic
Lluís el Germànic va heretar els territoris orientals, la França Oriental, que incloïa totes les terres a l'est del riu Rin i al nord d'Itàlia, que es corresponien aproximadament amb els territoris dels ducats alemanys, que van formar una federació sota el primer rei Enric l'Oceller (919 a 936). Els eslaus que vivien dins l'abast de la França Oriental (des del 962 dC el Sacre Imperi Romanogermànic), anomenats col·lectivament wends o eslaus de l'Elba, poques vegades formaven entitats polítiques més grans. Més aviat constituïen diverses tribus petites, establint-se tan a l'oest com una línia des dels Alps Orientals i Bohèmia fins als rius Saale i Elba. A mesura que el regne franc oriental s'expandia, diverses tribus wendies, que van ser conquerides o aliades amb els francs orientals, com els obotrites, van ajudar els francs a derrotar els saxons germànics occidentals. La tradició carolíngia d'establir marques a la perifèria de l'Imperi seria continuada pels reis francs orientals i del Sacre Imperi Romanogermànic durant els segles XI i XII.
Sota el govern del rei Lluís el Germànic i Arnulf de Caríntia, els primers grups de colons catòlics civils van ser liderats per francs i bàvars a les terres de Pannònia (actualment Burgenland, Hongria, Eslovàquia i Eslovènia).
En una sèrie d'accions punitives, es van conquerir grans territoris al nord-est entre els rius Elba, Saale i Naab a l'oest i els rius Oder, Bober, Kwisa i Vltava a l'est (vegeu també: Batalla del Raxa), i es van establir marques frontereres en aquestes zones. Es van ocupar fortificacions i es van construir nous castells, reforçats per unitats militars per exercir el control militar i recaptar tributs. La cristianització es va limitar a l'establiment de diòcesis missioneres com ara Lübeck, Brandenburg o Havelberg. El desenvolupament d'un sistema d'esglésies parroquials només va tenir lloc després de l'assentament de colons alemanys, a partir de la segona meitat del segle XII. El control sobre les zones que ja havien estat conquerides es va perdre repetidament. La revolta eslava del 983 i un aixecament dels obotrites el 1066 van tenir conseqüències particularment greus.

### Revolta eslava de 983
El 983, els eslaus polabis de les marques de Billung i del Nord, que s'estenen des del riu Elba fins al mar Bàltic, van aconseguir rebel·lir-se contra el govern polític i la missió cristiana del Sacre Imperi Romanogermànic recentment establert. Malgrat la seva independència recentment aconseguida, les tribus obotrites, rani, velets i hevelli aviat es van enfrontar a lluites internes i guerres, així com a incursions de la dinastia Piast (l'estat polonès primerenc) recentment constituïda i en expansió des de l'est, Dinamarca des del nord i l'Imperi des de l'oest, desitjosa de restablir les seves marques. La zona va romandre sota el domini de les tribus polabis i sense colonitzar ni cristianitzar fins al segle XII.

## Marques orientals
Els territoris (de nord a sud):
- la Marca Billunga al Mar Bàltic, que s'estén aproximadament des de Groswin fins a Schleswig
- Marca Geronis (marca de Gero), una precursora de la Marca Oriental de Saxònia, posteriorment dividida en marques més petites (la Marca del Nord, que més tard es va restablir com a Marcgraviat de Brandenburg; la Marca de Lusàcia i el Marcgraviat de Meissen en el que ara és Saxònia; la Marca de Zeitz; la Marca de Merseburg; la Marca de Milzener al voltant de Bautzen)
- Marca Oriental de Baviera (marcha Orientalis, la Marca Oriental o Marca Oriental Bavaresa (alemany: Ostmark) en el que ara és la Baixa Àustria)
- la Carantània o Marca d'Estíria
- la marca de la Drau (Maribor i Ptuj)
- la Marca de Sann (Celje)
- el Krain o la marca de Carniola, també la Marca Víndica i la Carniola Blanca (Marca Blanca), en el que ara és Eslovènia

### Marques saxones orientals
La Marca Soraba a l'est del riu Saale es va establir al segle IX. El rei Otó I va designar una zona més gran, la Marca Oriental Saxona, l'any 937, que abastava el territori entre els rius Elba, Oder i Peene. Governada pel marcgravi Gero, també es coneix com a Marca Geronis. Després de la mort de Gero el 965, la marca es va dividir en sectors més petits: la Marca del Nord, la Marca Lusaciana, el marcgraviat de Meissen i la Marca de Zeitz. La marca estava poblada per diverses tribus eslaves occidentals, les més grans de les quals eren les tribus eslaves polabes al nord i les tribus sòrabs al sud.
El marcgravat de Meissen i Transsilvània van ser poblats per colons alemanys a partir del segle XII. A partir de finals del segle XII, es van establir monestirs i ciutats a Pomerània, Brandenburg, Silèsia, Bohèmia, Moràvia i l'est d'Àustria. Als països bàltics, l’Orde Teutònic va fundar un estat croat a principis del segle XIII.

## Nord-est d'Alemanya i Holstein

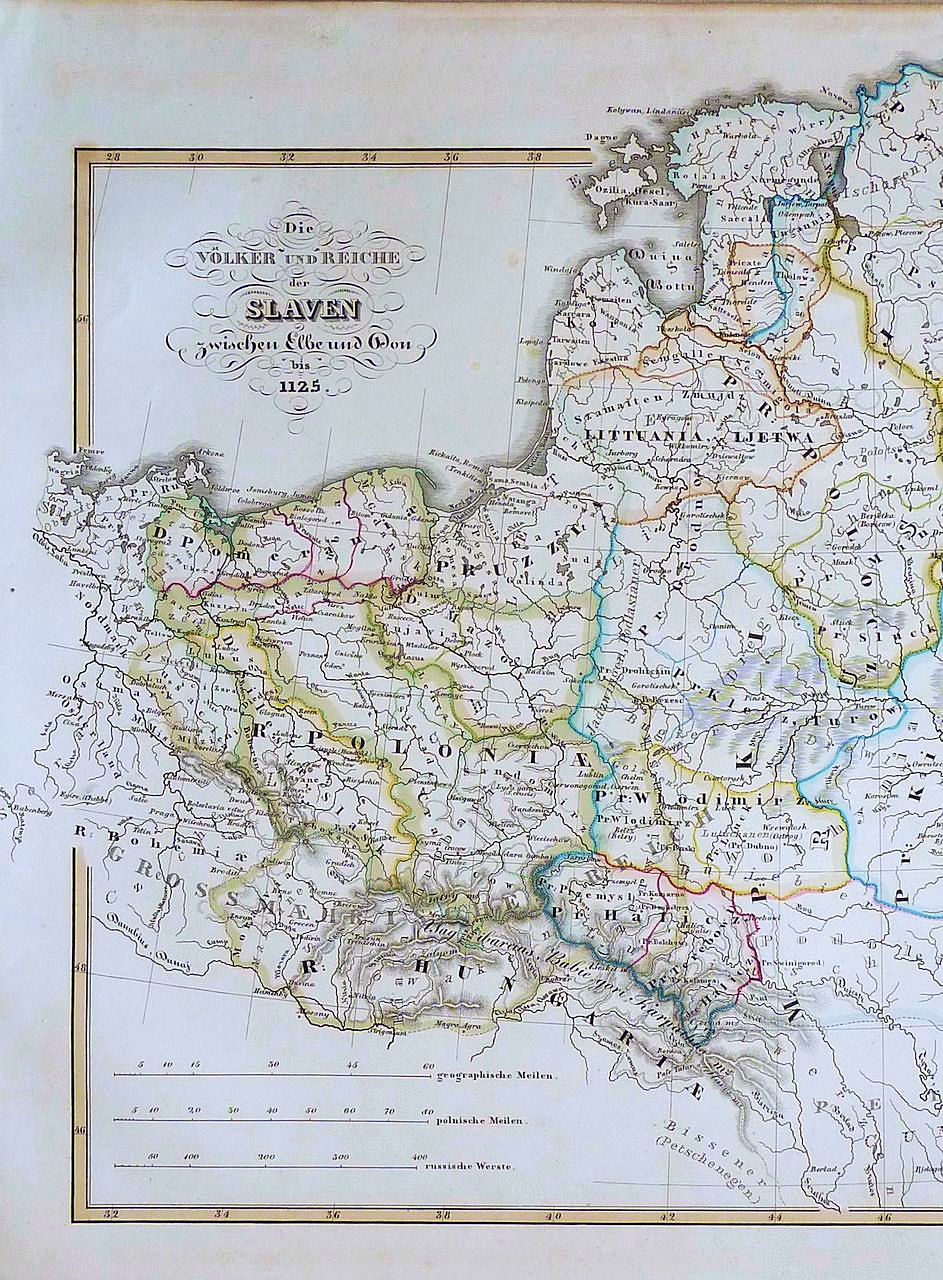
Pobles eslaus occidentals a Europa fins al 1125 (vores grogues). Prússia (identificada com a Pruzzia) no ha estat una terra eslava, sinó bàltica.

Tot i així, la població alemanya va créixer durant la Baixa Edat Mitjana, quan el fraccionament del Sacre Imperi Romanogermànic va generar un increment de l'activitat econòmica en territori alemany i millors condicions de vida per a la població. Però això, va comportar també un important creixement de la població als límits tradicionals de l'antic Imperi Carolingi el qual es circumscrivia l'àrea de població alemanya, causant que la colonització alemanya de territoris
orientals aparegués com una solució a la pressió demogràfica sobre les terres cultivables.
Aquesta nova situació va estimular moviments de població des de Renània, Flandes i Saxònia, territoris del Sacre Imperi Romanogermànic, cap a assentaments entre els rius Elba i Saale, així com cap a les regions bàltiques i de Polònia, llavors poblades per eslaus i a la regió bàltica per
bàltics. Aquests moviments van ser recolzats per la noblesa alemanya, els reis polonesos, els ducs i l'església medieval, en perjudici de grups ètnics bàltics. Els territoris a l'est del riu Oder estaven habitats per diversos grups ètnics, com wends i prussians, ètnicament eslaus però amb una organització política menys evolucionada que la dels regnes alemanys. La monarquia polonesa dels Piast va apreciar aquesta colonització alemanya, ja que permetia revaloritzar terres poc explotades i incrementar les rendes dels governants en establir un vassallatge feudal als colons alemanys. La poca {densitat de població d'aquestes terres estimulava als senyors locals a proposar l'emigració d'alemanys com una possibilitat d'explotar terres cultivables i dinamitzar l'economia de zones poc atractives.
En aquest marc, hi ha hipòtesis que suggereixen que la desaparició dels nens de la llegenda del Flautista d'Hamelin, en realitat, es va tractar d'un moviment migratori cap a terres de l'est per a la seva colonització.

### Antecedents
Una crida a una croada contra els wends el 1108, probablement provinent d'un clergue flamenc dels cercles de l’arquebisbe de Magdeburg, que incloïa la perspectiva de guanys de terres rendibles per als nous colons, no va tenir cap efecte notable i no va resultar ni en una campanya militar ni en un moviment de colons a la zona.
Tot i que els primers pobladors ja havien arribat el 1124, sent majoritàriament d'origen flamenc i holandès, es van establir al sud del riu Eider, seguit per la conquesta de la terra dels Wagris el 1139, la fundació de Lübeck el 1143 i la crida del comte Adolf II de Schauenburg per establir-se a Holstein oriental i Pomerània el mateix any.
Debilitats pels conflictes interns continus i la guerra constant, els territoris wendish independents finalment van perdre la capacitat de proporcionar una resistència militar eficaç. Del 1119 al 1123, Pomerània va envair i sotmetre les parts nord-est de les terres lutici. Segons Kantzow, el 1124 i el 1128, Wartislaw I, duc de Pomerània, en aquell moment vassall de Polònia, va convidar el bisbe Otó de Bamberg a cristianitzar els pomeranis i liutizis del seu ducat. El 1147, com a campanya de les Croades Bàltiques, la Croada Wendish es va organitzar al Ducat de Saxònia per recuperar les marques perdudes el 983. Els croats també es van dirigir cap a Demmin i Szczecin, a Pomerània, tot i que aquestes zones ja havien estat cristianitzades amb èxit. La Croada va causar una devastació i una massacre generalitzades.

### Assentament
Això va crear les condicions ideals per a l'assentament alemany, uns quants dels partidaris més destacats de l'assentament van ser Guillem IV, que havia comprat petites quantitats de terra a la frontera de Pomerània, i Wichmann von Seeburg. El 1152, un gran nombre de flamencs i holandesos van ser introduïts a les terres pantanoses desocupades i sense cultivar a l'est de Magdeburg, prop del Havel. Van fundar les ciutats de Fläming i Jüterbog. Enric el Lleó també es va establir a Mecklenburg amb un gran nombre de flamencs. Amb la formació de la Lliga Hanseàtica, que va permetre més assentaments alemanys a les ciutats costaneres, ja que era la república comercial dominant als mars Bàltic i del Nord.
Després de la croada wend, Albert l'Ós va poder establir i expandir el marcgraviat de Brandenburg el 1157 aproximadament en el territori de l'antiga Marca del Nord, que des del 983 havia estat controlat per les tribus hevelli i lutici. El bisbat de Havelberg, que havia estat ocupat per les tribus lutici revoltades, va ser restablert per cristianitzar els wends.
El 1164, després que el duc saxó Enric el Lleó derrotés finalment els obotrites rebels i els ducs pomeranis a la batalla de Verchen, els ducats pomeranis de Demmin i Stettin es van convertir en feus saxons, així com els territoris obodrites, que es van convertir en Mecklenburg, que rebia el nom de la capital residencial dels obotrites, el castell de Mecklenburg. Després que Enric el Lleó perdés la seva lluita interna amb l'emperador Frederic I, Mecklenburg i Pomerània es van convertir en feus del Sacre Imperi Romanogermànic el 1181, tot i que aquest últim va passar breument sota la sobirania danesa el 1185, i després de nou sota la sobirania imperial només al segle XIII.

## Bohèmia

### Antecedents
La influència alemanya a Bohèmia va començar quan el duc Spytihněv I es va alliberar del vassallatge moravià i, en canvi, va retre homenatge al rei franc oriental Arnulf de Caríntia a la Dieta Imperial (Reichstag) de Ratisbona el 895. El 973, quan es va crear l’bisbat de Praga, va quedar subjecte a l’arquebisbat de Mainz, cosa que va augmentar la influència alemanya. Al segle XI, Bretislav I va liderar una campanya contra Polònia, reconquerint Silèsia i traslladant les relíquies de Sant Adalbert a Praga, amb l'esperança que Praga fos elevada a l'estatus d'arquebisbat. Això va resultar en un conflicte militar amb el rei alemany Enric III, i al final, Bretislav va haver de renunciar a les seves conquestes a Polònia i reconèixer Enric com el seu sobirà. Després d'això, Bohèmia va romandre lleial a Alemanya per por d'una altra invasió i de l'expansionisme polonès i hongarès cap al nord i el sud.. En l'època de la guerra d'investidura a Alemanya, Enric IV va fixar decisivament la relació germanobohèmia aprofitant l'enemistat polonesa-bohèmia. El 1080, Vratislav II, lluitant sota la bandera de l'emperador, va capturar la llança d'or del contrarei papal, Rodolf de Suàbia, a la batalla de Flarchheim. La recompensa de Bohèmia per aquesta lleialtat va arribar sis anys més tard, el 1086, quan Enric IV va elevar el duc al rang de rei.

### Assentament
Tot això va crear les condicions perfectes per a l'assentament alemany i el domini de Bohèmia. Colons alemanys, principalment comerciants, miners, agricultors i monjos. Les fires comercials de Praga van atreure molts comerciants de tota Europa, entre els quals hi havia els alemanys que s'establiren a Praga, i fins i tot representaven gairebé una quarta part de la població de Praga. Bretislav II els va concedir importants privilegis, en particular el dret a l'autogovern sota magistrats de la seva pròpia elecció i el dret a viure segons la llei alemanya. Durant finals del segle i principis del XIII, va començar l'assentament alemany de la zona fronterera muntanyosa (coneguda com a Sudets). Va ser causat per l'èxit de l'assentament a l'actual nord-est d'Alemanya. La zona muntanyosa que es va colonitzar primer va ser la vall d'Eger, en part a causa que els seus extrems meridionals van passar a estar sota el control de Diepold III, que era aliat de l'emperador del Sacre Imperi Romanogermànic Frederic Barba-roja. A més, el monestir de Waldsassen posseïa extenses terres a la vall d'Eger. Els primers pobles alemanys van ser Penerit i Neudorf, ambdós fundats el 1196. Els bavaresos i els austríacs es van establir a l'extrem sud, els francs orientals a l'extrem mitjà i els miners saxons a l'extrem nord, en particular els Muntanyes Metal·líferes. A diferència de Mecklenburg, Pomerània, Brandenburg i Silèsia, l'assentament alemany no va ser tan dens, ni molts txecs van ser assimilats com a l'Alemanya Oriental. A mesura que la influència alemanya creixia, amb un nombre més gran de colons que arribaven cada any, Soběslav II va considerar necessari protegir els txecs d'Alemanya, demanant a Enric II de Babenberg que renunciés a les seves reclamacions sobre certes terres bohèmies, cosa que va ser rebutjada i, a la guerra que va seguir, va ser derrotat. Això va fer que els successors de Soběslav, Frederic i Conrad II, governessin durant un període d'instabilitat. Això va permetre un major assentament durant el segle XIII, on fins i tot moltes ciutats txeques van rebre tants colons alemanys que pràcticament es van germanitzar i es van convertir en majoria alemanyes. A causa de la influència alemanya sobre la noblesa, molts noms de castells i pobles es van germanitzar, com ara el castell de Zvíkov i el castell de Klingenberg. Sota el regnat de Vladislau II, diverses ordres militars, la més destacada de les quals, els Cavallers Hospitalaris, fins i tot van poder portar colons alemanys a terres bohèmies i establir-los.. Durant aquest temps, els colons alemanys estaven exempts de les lleis locals de Župan, que incloïen diverses tasques com el manteniment de la infraestructura local. El 1219, Litoměřice (alemany: Leitmeritz), va ser la primera ciutat alemanya a rebre els privilegis de les Lleis de Magdeburg a Bohèmia. Durant els segles XIII i XIV, fins a 1 de cada 6 colons alemanys anava a Bohèmia, tot i que aquesta xifra és inferior a la de l'Alta Saxònia, Lusàcia i la Baixa Silèsia, però encara és un nombre substancial.

### Final
Finalment, durant finals del segle XIV i principis del XV, l'assentament es va alentir, a causa de nombrosos factors com la pesta negra a Alemanya i les guerres hussites.

## Prússia i els països bàltics

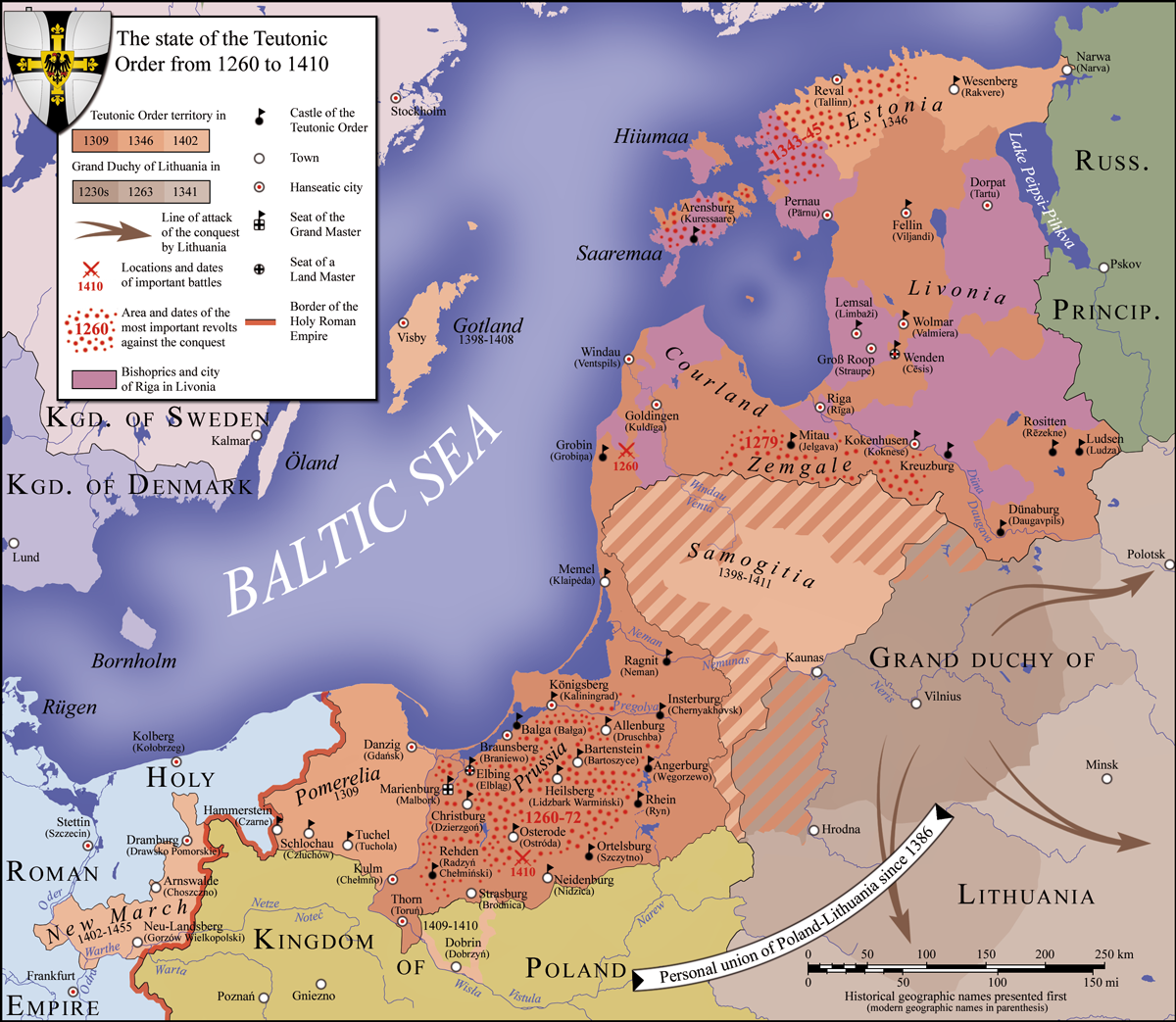
Terres de l’Ordre Teutònic el 1410

L'Estat Teutònic es va formar després de la Croada Livona, la Croada Prussiana i, en general, les Croades del Nord als territoris de Prússia, Pomerèlia i Livònia. Va ser establert el 2 de febrer de 1207 com a principat del Sacre Imperi Romanogermànic i proclamat pel Papa Innocenci III el 1215 com a subjecte de la Santa Seu.
L'Estat Teutònic va establir una estructura administrativa completa i va modernitzar l'antiga estructura tribal tradicional de la regió. Una part integral de l'Ordre, a més de convertir els pagans al cristianisme, també va ser animar els alemanys a establir-se a la zona poc poblada. La majoria dels colons alemanys van anar principalment a ciutats urbanes, com ara Grudziądz , Elbing (Elbląg) i Riga. Els colons també van establir nombrosos assentaments rurals, coneguts com a Vorwerke en alemany. La majoria dels colons provenien de la regió de Renània. L'Ordre Teutònic va establir nombrosos castells i altres possessions prop de llocs poblats com ara Königsberg per consolidar les terres conquerides. Mentre que Prússia Oriental estava molt poblada i germanitzada, Livònia encara tenia una població alemanya molt petita, perquè no hi va haver intents d'establir-se a l'interior. Els alemanys de Livònia eren principalment empleats de l'Ordre Teutònic amb finalitats administratives, o comerciants de la Lliga Hanseàtica que es van establir a les ciutats costaneres.

## Hongria
Tot i que Hongria mai va ser conquerida pel Sacre Imperi Romanogermànic i mai va ser el centre d'assentaments alemanys, encara tenia una població alemanya considerable. Durant el segle XI, Esteve I d'Hongria va convidar sacerdots, abats i eclesiàstics alemanys a fundar monestirs i promoure la conversió d'Hongria. Finalment, els descendents d'aquests alemanys van començar a ocupar altres ocupacions, convertint-se en comerciants, empleats i agricultors, etc., i se'ls va concedir l'estatus de camperols lliures. El 1149, Géza II va convidar colons alemanys al sud de Transsilvània. Els registres escrits els anomenen flamencs, teutons i llatins. El terme saxons va aparèixer el 1206 i es va convertir en el terme oficial per als alemanys locals el 1231. El terme representava l'estatus legal més que la nacionalitat. Els saxons transsilvans tenen orígens diversos, la seva ceràmica, art i litúrgia no eren uniformes. Als segles XII i XIII, van arribar més alemanys a Hongria, vivint en pobles dispersos coneguts com a Königsboden. A mitjans del segle XIII, la seva importància en el comerç (especialment a Bratislava, Pest i Trnava) i en la mineria d'or i plata (especialment a Beszterce i Radna) va créixer significativament.
Quan Esteve I es va casar amb Gisela de Baviera, molts cavallers alemanys van arribar a Hongria, unint-se al seu exèrcit. Sovint eren recompensats amb grans finques i l'entrada a la noblesa. El 1224, Andreu II va signar una carta que establia els deures i drets dels alemanys al regne. El rei definia els seus deures, com ara el pagament d'impostos, el servei militar i l'allotjament del rei i els seus funcionaris. A canvi, podien elegir els seus sacerdots i funcionaris de manera independent i els seus comerciants estaven exempts de drets de duana. Els seus mercats tampoc estaven gravats. Cap estranger no tenia permís per rebre pobles o finques en terres alemanyes on només el monarca i el comte de Hermannstadt tenien jurisdicció.